# Хлібниковське сільське поселення
Хлі́бниковське сільське поселення (рос. Хлебниковское сельское поселение) — муніципальне утворення у складі Марі-Турецького району Марій Ел, Росія. Адміністративний центр — село Хлібниково.

## Історія
Станом на 2002 рік існували Опаринська сільська рада (присілки Велике Опарино, Лебедево, Піштанка, Сукма) та Хлібниковська сільська рада (села Хлібниково, Юмочка, присілки Великі Коршуни, Івська Вершина, Крупино, Лом, Нижня Мосара, Руйка, Руська Мосара, Семеновка, Сізнер, Суходоєво, Талий Ключ, Тошкем).

## Населення
Населення — 2279 осіб (2019, 2863 у 2010, 3231 у 2002).

## Склад
До складу поселення входять такі населені пункти:
| Населений пункт          | Населення, осіб (2002) | Населення, осіб (2010) |
| ------------------------ | ---------------------- | ---------------------- |
| Велике Опарино, присілок | 494                    | 472                    |
| Великі Коршуни, присілок | 1                      | 0                      |
| Івська Вершина, присілок | 289                    | 258                    |
| Крупино, присілок        | 264                    | 232                    |
| Лебедево, присілок       | 59                     | 46                     |
| Лом, присілок            | 139                    | 110                    |
| Нижня Мосара, присілок   | 224                    | 201                    |
| Піштанка, присілок       | 51                     | 10                     |
| Руйка, присілок          | 13                     | 9                      |
| Руська Мосара, присілок  | 38                     | 31                     |
| Семеновка, присілок      | 85                     | 69                     |
| Сізнер, присілок         | 109                    | 99                     |
| Сукма, присілок          | 234                    | 226                    |
| Суходоєво, присілок      | 0                      | 0                      |
| Талий Ключ, присілок     | 25                     | 12                     |
| Тошкем, присілок         | 148                    | 126                    |
| Хлібниково, село         | 1008                   | 939                    |
| Юмочка, село             | 50                     | 23                     |